# Le Bal des actrices
Pour plus de détails, voir Fiche technique et Distribution.
Le Bal des actrices est un faux documentaire français écrit et réalisé par Maïwenn, sorti le 28 janvier 2009.
Le film est une contre-proposition féminine au film Les Acteurs de Bertrand Blier qui d'ailleurs apparait aussi bien dans son propre film que dans celui de Maïwenn.

## Synopsis
Une réalisatrice veut faire un documentaire sur les actrices, toutes les actrices : les populaires, les inconnues, les intellos, les comiques, les oubliées. Filmant tout, avec ou sans leur accord, la réalisatrice va se prendre au jeu et se laisser dévorer par ces femmes aussi fragiles que manipulatrices.

## Fiche technique
Sauf indication contraire, les informations mentionnées dans cette section peuvent être confirmées par la base de données cinématographiques IMDb,  présente dans la section « Liens externes ».
- Titre original : Le Bal des actrices
- Réalisation et scénario : Maïwenn
- Décors : Nicolas de Boiscuillé
- Costumes : Marité Coutard
- Image : Claire Mathon et Pierre Aïm
- Son : Pierre-Yves Lavoué
- Montage : Laure Gardette
- Musique : Gabriel Yared
- Sociétés de production : Les Films du Kiosque
  - Coproduction : France 2 Cinéma et SND
- Société de distribution : SND, K-Films Amérique (Québec)
- Pays d'origine :  France
- Langue originale : français
- Genre : comédie
- Durée : 105 minutes[2]
- Dates de sortie :
  - France : 28 janvier 2009
  - Belgique : 11 mars 2009
  - Québec : 10 avril 2009

## Distribution

### Les actrices
(par ordre alphabétique)
- Jeanne Balibar : Elle-même
- Romane Bohringer : Elle-même
- Julie Depardieu : Elle-même
- Mélanie Doutey : Elle-même
- Marina Foïs : Elle-même
- Estelle Lefébure : Elle-même
- Maïwenn : Elle-même
- Linh-Dan Pham : Elle-même
- Charlotte Rampling : Elle-même
- Muriel Robin : Elle-même
- Karole Rocher : Elle-même
- Karin Viard : Elle-même

### Autres personnages
- JoeyStarr : Lui-même
- Nicolas Briançon : le producteur
- Yvan Attal : Lui-même
- Jacques Weber : Lui-même
- Pascal Greggory : Lui-même
- Bertrand Blier : Lui-même
- Christine Boisson : Christine, la prof de théâtre
- Léonie Simaga : la nounou
- Marilyne Canto : la réalisatrice que rencontre Marina Foïs
- Charlotte Valandrey : la directrice de casting du film d'Yvan Attal
- Laurent Bateau : le chirurgien esthétique
- Nina Morato : la directrice de casting que rencontre Marina Foïs
- Georges Corraface : le réalisateur
- Joe Sheridan : le réalisateur anglais
- Boris Terral : le partenaire de jeu de Jeanne Balibar
- Yannick Soulier : le mari de Julie Depardieu
- Anne-Sophie Crantelle : danseuse

### Autres
Dans une interview Maïwenn a confié que de nombreuses autres actrices se sont vus proposer le projet mais ont refusé, parmi elles :
- Emmanuelle Seigner
- Charlotte Gainsbourg
- Cécile de France
- Marie-France Pisier
- Catherine Deneuve
- Isabelle Huppert
- Emmanuelle Béart
- Audrey Tautou
- Isabelle Carré
- Isild Le Besco
- Monica Bellucci
- Mathilda May
- Sophie Marceau
- Isabelle Adjani

Plusieurs autres actrices ont accepté mais ont été coupées au montage :
- Mélanie Laurent
- Emmanuelle Devos
- Marina Hands

## Bande originale
Sauf indication contraire ou complémentaire, les informations mentionnées dans cette section proviennent du générique de fin de l'œuvre audiovisuelle présentée ici.
- Anaïs : I can't speak English par Karin Viard et Anaïs
- Benjamin Biolay : La Pin-Up du mois par Mélanie Doutey
- Pauline Croze et Antoine Massoni : Dans les films par Julie Depardieu
- Holden : Mille et une femme par Romane Bohringer
- JoeyStarr : Revivre par Charlotte Rampling et JoeyStarr
- Marc Lavoine et Jean-François Berger : Les Parents ne nous comprennent pas par Linh-Dan Pham
- Nina Morato et Antonin Morel : Changer d'air par Jeanne Balibar, Le Bal des actrices par Maïwenn et Le Rêve par Muriel Robin

## Autour du film
Chaque séquence mettant en vedette une actrice particulière est rythmée par une chanson, interprétée par la comédienne dans une scène aux allures de comédie musicale. Nina Morato et Antonin Morel ont composé trois morceaux, les autres étant chacun l'œuvre d'un compositeur différent.
Le Bal des actrices a été conçu par Maïwenn comme un faux documentaire. Chacune des comédiennes tenant la vedette du film, à commencer par Maïwenn elle-même, est censée interpréter son propre rôle, mais les personnages représentés n'ont généralement qu'un lointain rapport avec la réalité. La réalisatrice a construit le scénario en s'inspirant d'anecdotes authentiques, mais également de discussions avec les différentes actrices, qui lui ont suggéré des éléments réels ou fictifs. Certains passages du film, notamment ceux mettant en scène Muriel Robin et Linh-Dan Pham, s'inspirent de véritables problématiques des actrices qui en tiennent la vedette. D'autres, comme les scènes de Karin Viard, Jeanne Balibar, Julie Depardieu, Romane Bohringer ou Mélanie Doutey, sont de pures fantaisies et sans aucun lien avec la vie des actrices. Certains éléments ont été inspirés à Maïwenn par des comédiennes existantes, mais ont été interprétées par d'autres. La prise de botox par Marina Foïs et l'intérêt de Mélanie Doutey pour les pays du Tiers-Monde sont ainsi des traits empruntés à d'autres personnes.
JoeyStarr a été initialement engagé pour écrire une chanson pour Charlotte Rampling, Maïwenn étant intéressée par ce contraste. Le rappeur est finalement également embauché comme acteur pour tenir dans le film le rôle du compagnon de Maïwenn, qui ne le connaissait pas auparavant. La réalisatrice et son comédien deviennent ensuite véritablement un couple, et le demeurent jusqu'en 2011.

## Distinctions

### Récompense
- Prix Henri-Langlois 2009, décerné par Ken Loach lors des 4e Rencontres internationales du cinéma de patrimoine

### Nominations
- César 2010 : César du meilleur acteur dans un second rôle pour JoeyStarr